# 九暦
九暦（きゅうれき）は、平安時代中期の公卿で、朝廷儀礼のひとつである九条流の祖、右大臣藤原師輔の日記である。父藤原忠平の日記『貞信公記』や、式部卿重明親王の日記『吏部王記』等とともに、平安時代中期の政治史を知る上での一級史料である。
師輔は九条殿に住んでおり、極官が右大臣であったことから、『九条右大臣記』『九条記』『九記』など多くの呼び名がある。『九暦』は、九条の「九」と、当時の日記に多くが具注暦に書かれることから、具注暦の「暦」をとって後人が付けた名称である。
本書は、原形のままでは伝わっておらず、天暦元年（947年）・2年・3年、天徳元年（957年）・2年・3年・4年（960年）の記事の抄録本（『九暦抄』）、承平2年（932年） - 天徳4年までの大饗・五月節・成選短冊の部類記（『九条殿記』）、承平6年（936年） - 天慶9年（946年）までの父忠平の教命の筆録（『九暦記』〈貞信公教命〉）、天慶4年（941年）の本記の断簡（『九暦断簡』）、『西宮記』『小右記』等にみられる逸文（延長8年（930年） - 天徳4年（960年））によって内容を知ることができる。
記録期間については、日記全体が残っていないため定かではないか、上記の抄本や逸文などの残存状況から勘案して、師輔23歳の延長8年から師輔没年の天徳4年までの期間であったと考えられる。『九暦抄』の天徳4年条に「御出家」（大日本古記録本『九暦』29ページ）という記載がある。本文の月日は欠けているものの、『日本紀略』等から、師輔の出家は天徳4年5月2日であることが確認される。師輔は同年5月4日に薨去しているから、その2日前まで日記を筆録していたことがうかがえる。
写本の所蔵については、まとめると以下の通りである。
- 『九暦抄』…宮内庁書陵部、国立公文書館内閣文庫、東京大学附属図書館、京都大学附属図書館
- 『九条殿記』…天理図書館（九条元公爵家本、重要文化財）
- 『九暦記』（貞信公教命）…陽明文庫、宮内庁書陵部（鷹司本）
- 『九暦断簡』…田中塊堂氏所蔵本（折本第1面）、宮本竹逕氏所蔵本（折本第2面-第5面）

刊本は、活字化されたものが『大日本古記録』、『続々群書類従』（『九暦抄』のみ）に収められている。影印本は、『九条殿記』が『天理図書館善本叢書』に収録されている。